# Habsburg Félix
Habsburg Félix vagy Habsburg–Lotaringiai Félix főherceg (teljes nevén: Felix Friedrich August Maria vom Siege Franz Joseph Peter Karl Anton Robert Otto Pius Michael Benedikt Sebastian Ignatius Marcus d’Aviano, Erzherzog von Österreich; Bécs, 1916. május 31. – Mexikóváros, 2011. szeptember 6.) osztrák főherceg, magyar és cseh királyi herceg. Az utolsó magyar és cseh király, valamint osztrák császár, IV. Károly fia, Habsburg Ottó öccse, Felix de Bar néven marketingvállalkozó.

## Élete
Félix főherceg 1916-ban, I. Ferenc József uralkodása idején született az Osztrák–Magyar Monarchia trónörököse, Károly főherceg és Bourbon Zita parmai hercegnő negyedik gyermekeként, egyben harmadik fiaként. Születési helyén, a Schönbrunn-palotában keresztelték meg június 8-án. A főhercegnek még hét testvére volt.
Féléves volt, amikor I. Ferenc József halála után apja került a trónra. Az első világháború elvesztése és a Monarchia széthullása után a függetlenné váló Ausztriában, Magyarországon és Csehszlovákiában kikiáltották a köztársaságot, ami a császári család svájci száműzetéséhez vezetett. Apja nem akart lemondani a trónról, és két sikertelen visszatérési kísérletet tett a magyar trónra. Ezután Madeira szigetére száműzték a családot, ahol apja 1922-ben fiatalon elhunyt spanyolnáthában.
1937-ben engedélyezték Félixnek és testvéreinek, hogy visszatérhessenek Ausztriába, ahol Félix a Theresianum katonai akadémia kadétja lett. Az Anschluss miatt azonban újra menekülniük kellett. A második világháború alatt Félix és testvére, Károly Lajos az Amerikai Egyesült Államokban önkéntes szolgálatra jelentkeztek a 101. gyalogsági zászlóaljba, melyet azonban feloszlattak, amikor a kivándorolt zsidó önkéntesek visszautasították a besorozásukat.
Félix soha nem volt hajlandó lemondani az osztrák trónhoz és a Habsburg-házhoz fűződő jogairól. Ennek következtében megtiltották a főhercegnek, hogy belépjen Ausztriába, kivéve egy három napos tartózkodást 1989-ben, amikor részt vett anyja, Zita temetésén. Az európai uniós csatlakozását követően, miután Ausztria és más uniós országok között megszűnt a határellenőrzés, 1996-ban az országba utazott és másnap sajtótájékoztatót tartott. Miután az érkezése ismertté vált, az osztrák kormány figyelmeztette, hogy büntetőeljárásnak néz elébe, amennyiben még egyszer megpróbál belépni Ausztriába. Ezt követően Félix és Károly Lajos, valamint az osztrák kormány közötti megállapodásban az egykori főhercegek állampolgári hűséget fogadtak az Osztrák Köztársaságnak anélkül, hogy a családjukról és a trónra formált jogukról szót ejtettek volna.
Felix de Bar néven marketing-tanácsadóként dolgozott, egy belga konszern dél-amerikai képviselője, valamint több vállalat igazgatósági tagja volt Mexikóvárosban. Portugáliában, Belgiumban, Mexikóban és az Egyesült Államokban is élt. Mexikóvárosban halt meg 2011-ben, 95 éves korában. 

### Házassága
Félix 1952. november 18-án a franciaországi Beaulieu-sur-Mer városában feleségül vette Anna-Eugénie von Arenberg hercegnőt (1925–1997). Házasságukból hét gyermek – az utolsó két gyermek ikerpár – született:
- Maria del Pilar (1953–), férje Vollrad-Joachim Ritter und Edler von Poschinger;
- Károly Fülöp (1954–), első felesége Martina Donath, második felesége Anne-Claire Lacrambe;
- Kinga (1955–), férje báró Wolfgang von Erffa;
- Rajmund (1958–2008), felesége Götz Bettina;
- Mária Adelheid (1959–), férje Jaime Corcuera y Acheson;
- István (1961–), felesége Temesváry Paula;
- Viridis (1961–), férje Karl Dunning-Gribble.

## Kitüntetések
- A Máltai lovagrend lovagja
- Az Aranygyapjas rend lovagja